# Ђура Докић
Ђура Докић (Ужице, 21. децембар 1873 — Београд, 16/17. јул 1946) био је официр српске војске и југословенски армијски генерал, познат по колаборационизму са силама Осовине током Другог светског рата.
Рођен је 21. децембра 1873. године у Ужицу. Служио је у Српској војсци за вријеме балканских ратова и Првог светског рата, током којих је стицао чинове и четири државна одликовања, укључујући Карађорђеву звезду. У Југословенској војсци је стекао чин армијског генерала. Именован је на дужност министра саобраћаја у Влади народног спаса Милана Недића 7. октобра 1941. године. Заробили су га Британци, заједно са другим српским колаборационистима. Суђено му је током Београдског процеса и осуђен је на смртну казну стрељањем. Његов заступник на суђењу био је адвокат Драгољуб Јоксимовић.